# 那須烏山市立荒川小学校
那須烏山市立荒川小学校（なすからすやましりつ あらかわしょうがっこう）は、栃木県那須烏山市大金にある公立小学校。

## 概要
1974年4月に南那須町の5小学校（荒川〈旧〉・鴻野山・八ヶ代・曲畑・森田）を統合して創立。

## 沿革
- 1974年（昭和49年）
  - 3月12日 - 校舎竣工。
  - 4月1日 - 南那須町の5小学校を統合して、南那須町立荒川小学校として創立。
  - 4月8日 - 開校式挙行。開校時点の児童数は509名、学級数14、教職員24名。
- 1975年（昭和50年）
  - 1月31日 - 体育館竣工。
  - 3月 - 資料館・校門・物置・体育舎等完成。校章・校歌制定し、校旗樹立。
  - 7月12日 - 学校統合計画完成による校舎、体育館施設設備等完成式挙行。
- 1977年（昭和52年）
  - 5月1日 - 南校門設置。
  - 7月10日 - プール竣工。
- 1979年（昭和54年）11月14日 - 校舎増築（5教室）竣工。
- 1984年（昭和59年）4月22日 - 創立10周年記念式挙行。
- 1990年（平成2年）3月26日 - 全水洗便所改修。
- 1991年（平成3年）2月13日 - 体育用具舎新築。
- 1994年（平成6年）2月19日 - 創立20周年記念式典挙行。
- 1999年（平成11年）3月1日 - 遊具登り棒設置。
- 2003年（平成15年）2月18日 - 校舎大規模改造事業1期工事完了。
- 2004年（平成16年）2月20日 - 校舎大規模改造事業2期工事完了。
- 2005年（平成17年）
  - 2月10日 - 屋内運動場新築工事完了。
  - 2月22日 - 屋内運動場竣工式挙行。
  - 3月2日 - 創立30周年記念式典挙行。
  - 10月1日 - 南那須・烏山2町合併により、那須烏山市立荒川小学校と改称。
- 2011年（平成23年）8月31日 - 校庭定東側フェンス改修工事完了。
- 2012年（平成24年）8月28日 - 普通教室等への空調設備設置完了。
- 2013年（平成25年）1月20日 - 電子黒板設置（6台）。
- 2014年（平成26年）7月15日 - 創立40周年記念式典挙行。
- 2015年（平成27年）9月10日 - グランド整備工事完了。
- 2016年（平成28年）
  - 3月10日 - 保健室の一部改修（相談室設置）。
  - 3月12日 - 防犯カメラ設置（敷地内3カ所）。
- 2021年（令和3年）4月1日 - GIGAスクール構想により、全児童タブレット完備。

## 校歌
- 作詞:田村長、作曲:金田世都

## 通学区域
出典
- 田野倉、岩子、小倉、宇井、大金、東原、小河原、高瀬、大里、小塙、森田、曲田、曲畑、八ケ代、福岡、鴻野山、鍛冶ケ澤、小白井、南大和久の一部、三箇の一部

## 進学先中学校
- 那須烏山市立南那須中学校[1]

## 周辺
- 那須烏山市立南那須中学校
- 那須烏山市南那須学校給食センター
- JR烏山線大金駅

以下はJR烏山線の東側に位置する。
- 大金駅前観光交流施設
- 那須烏山市武道館
- 那須烏山市役所南那須庁舎

## 交通
- JR烏山線大金駅（出口）から、徒歩約600m・約9分。
  - 学校敷地から駅敷地までは、最短で約30mほどと近いが、駅裏に出入り口が無く、駅北側の踏切を経由する必要があるため、大廻りとなる。